# Aqua Alexandrina

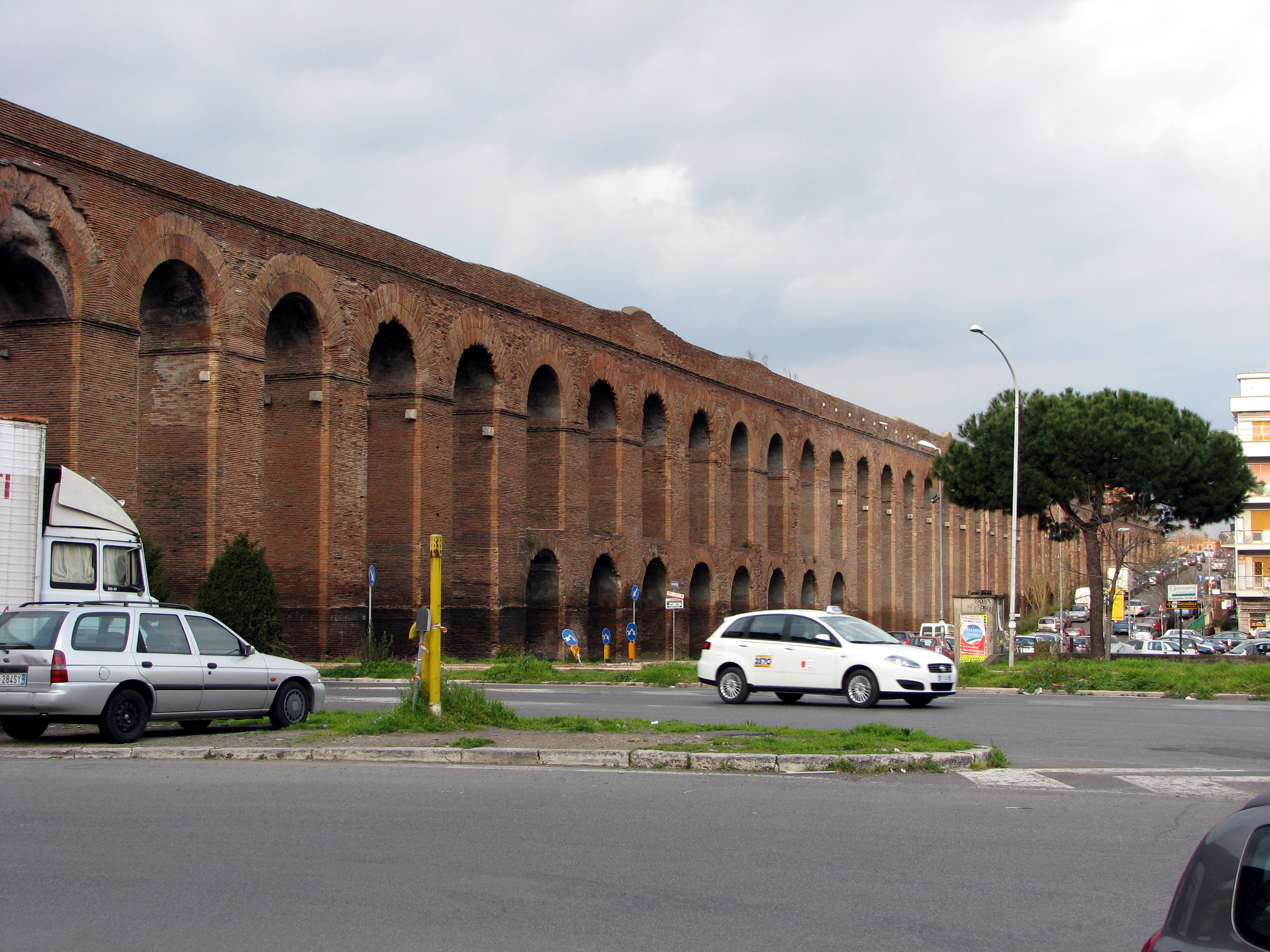
Där Aqua Alexandrina korsar Viale Palmiro Togliatti är valvbågarna som högst.

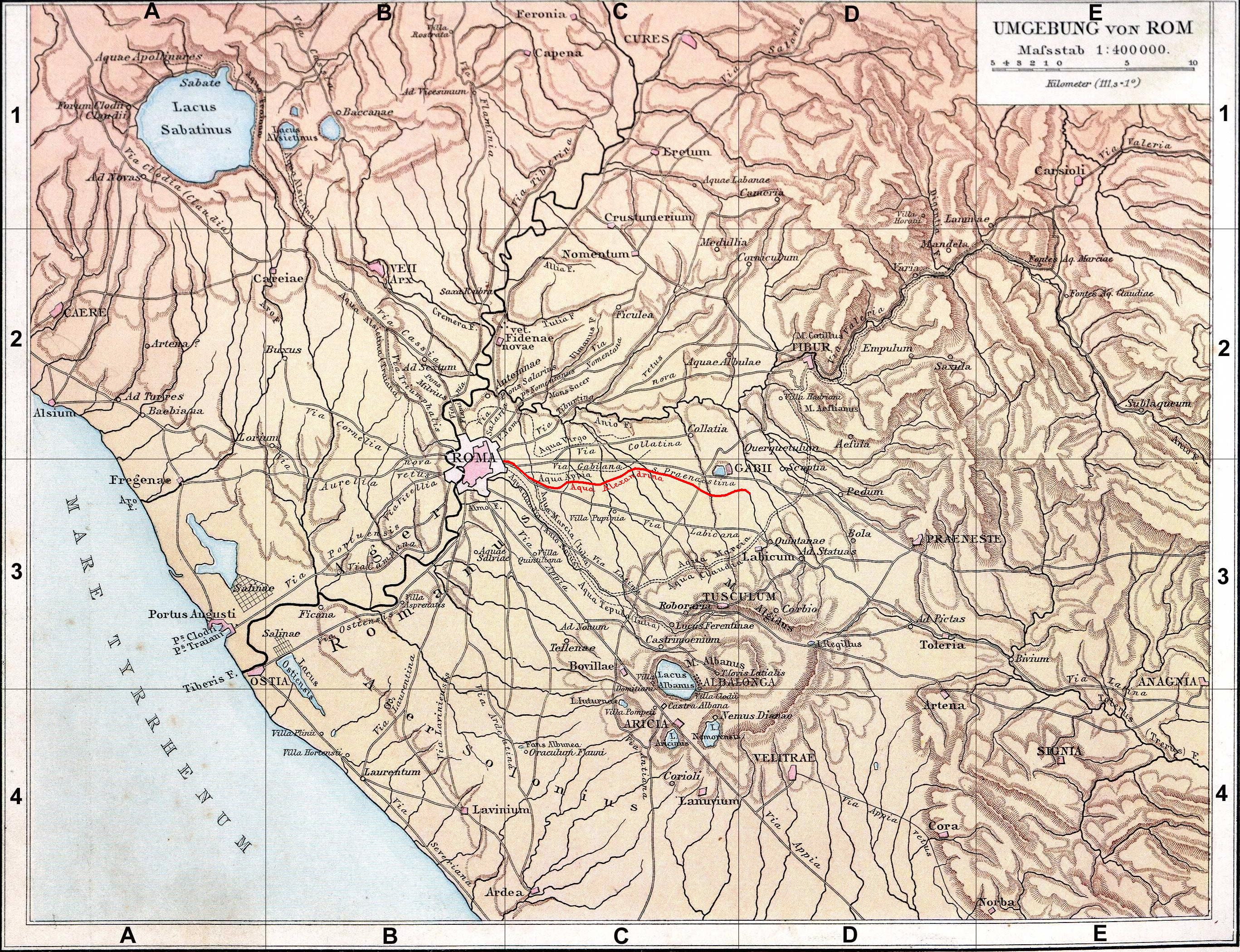
Karta över Aqua Alexandrina utanför Rom.

Aqua Alexandrina var en romersk 22,4 km lång akvedukt som förde dricksvatten från Pantano Borghese till Alexanders badanläggning (Thermae Alexandrinae) på Campus Martius i Rom.
Den konstruerades år 226 e.Kr., sist av 11 akvedukter som skulle föra vatten till Rom. Den byggdes under Alexander Severus tid vid makten för att stödja hans utbyggnad av Neros termer. Akvedukten fick sitt vatten från Pantano Borghese, ett vattenfyllt område nära staden Gabii. De första 6,4 kilometerna gick i en tunnel för att därefter flyta i marknivå. De sista 2,4 kilometerna fördes vattnet på en akvedukt uppburen av bågar av tegelsten. Troligen fördes sedan vattnet in genom Porta Maggiore och sedan till Marsfältet. Beroende på tid på året transporterade den 120 000 till 320 000 m³ per dag.

## Bilder

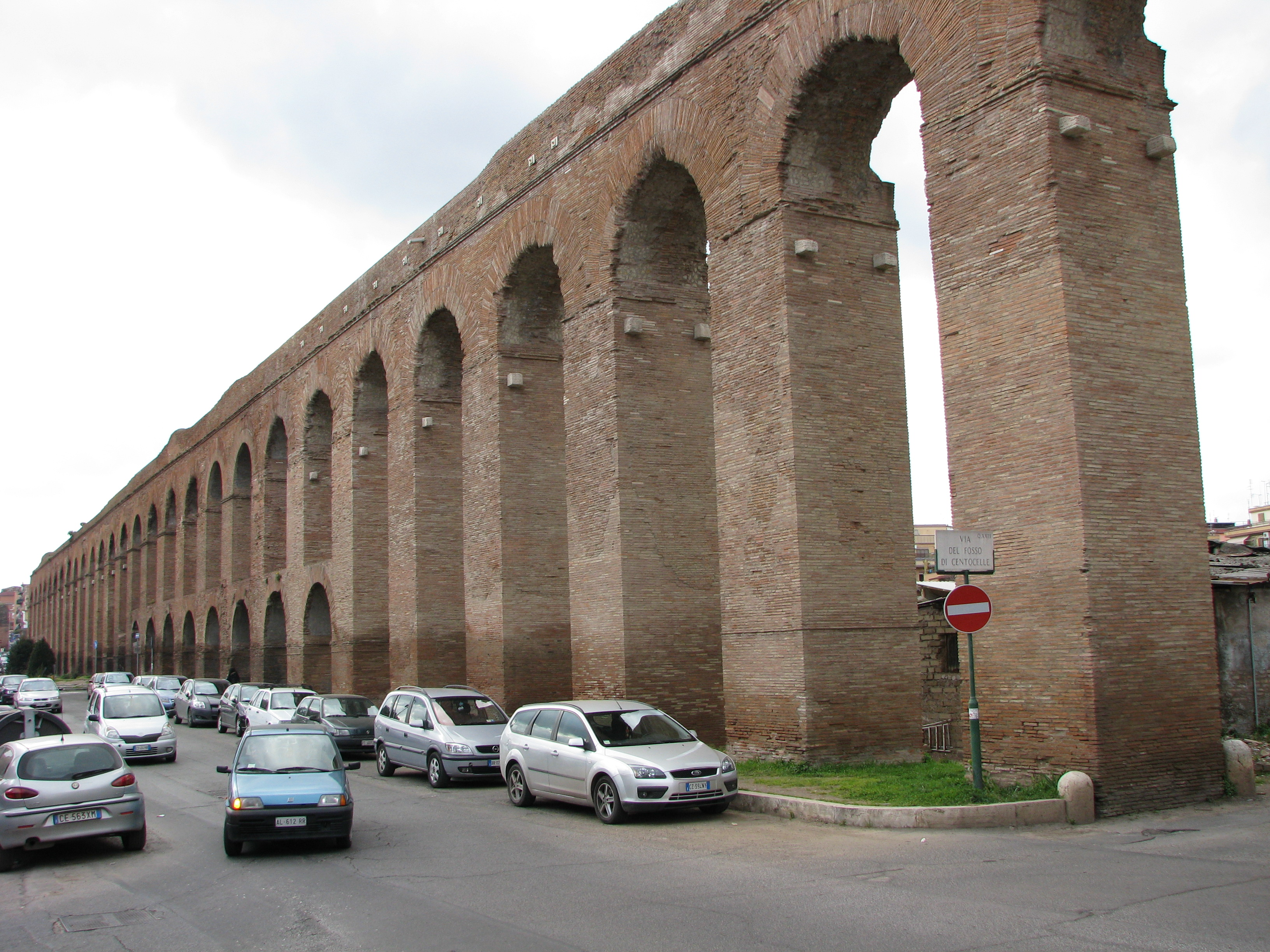
Vid hörnet av Fosso di Centocelle
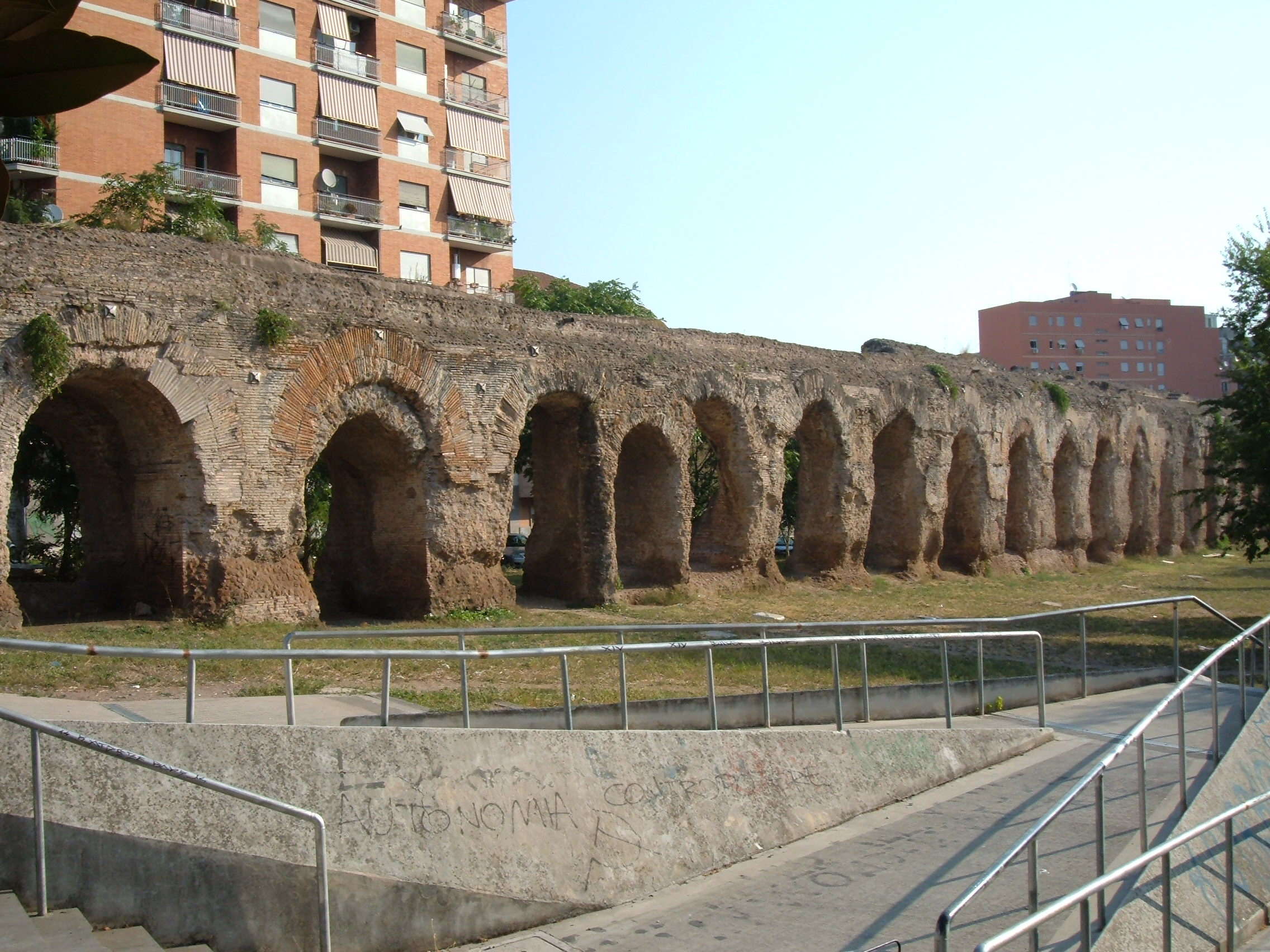
Sektion i Torpignattara distriktet
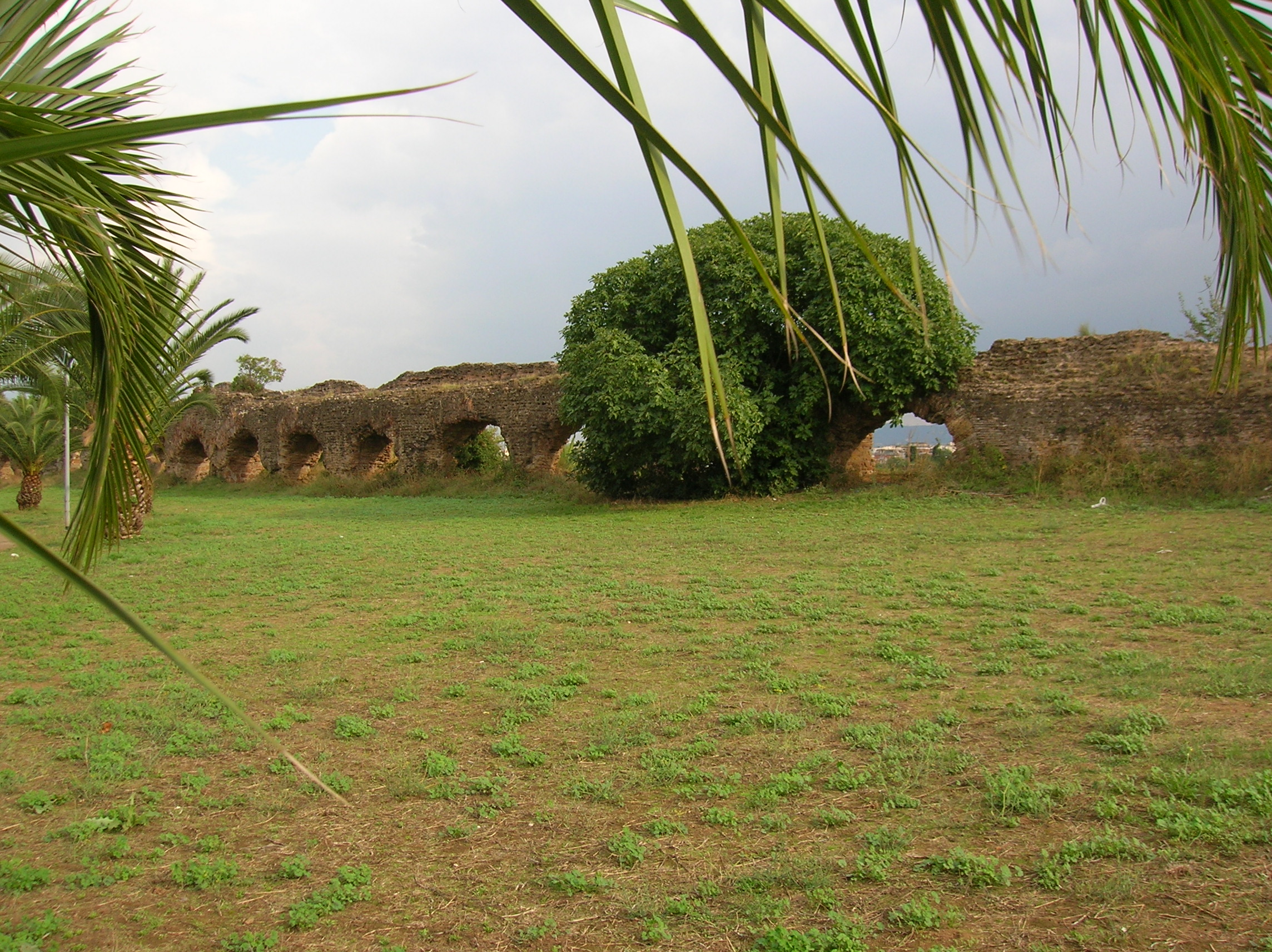
Ruiner nära Tor Tre Teste
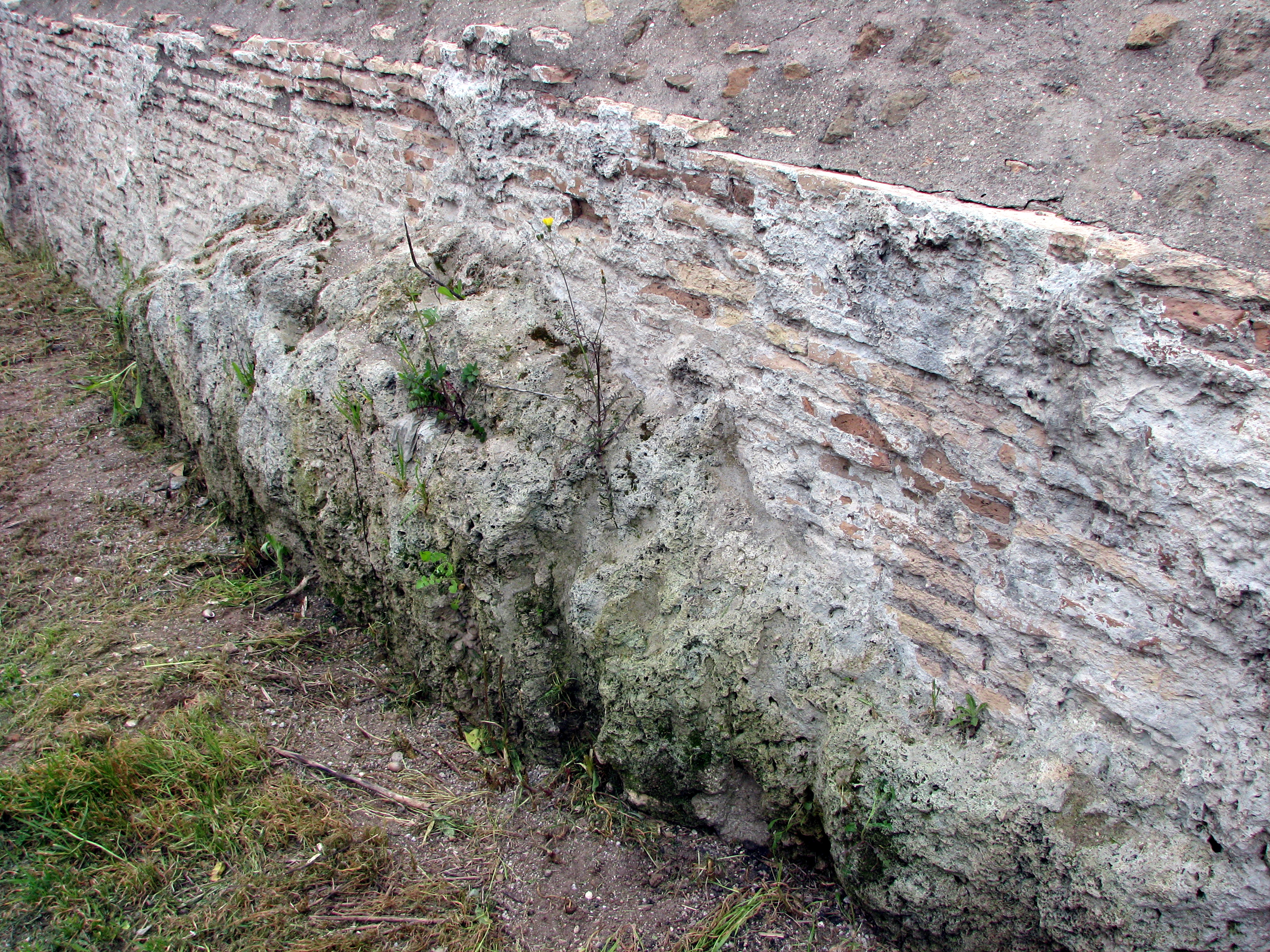
Kalkavlagringar som tyder på att akvedukten läckte
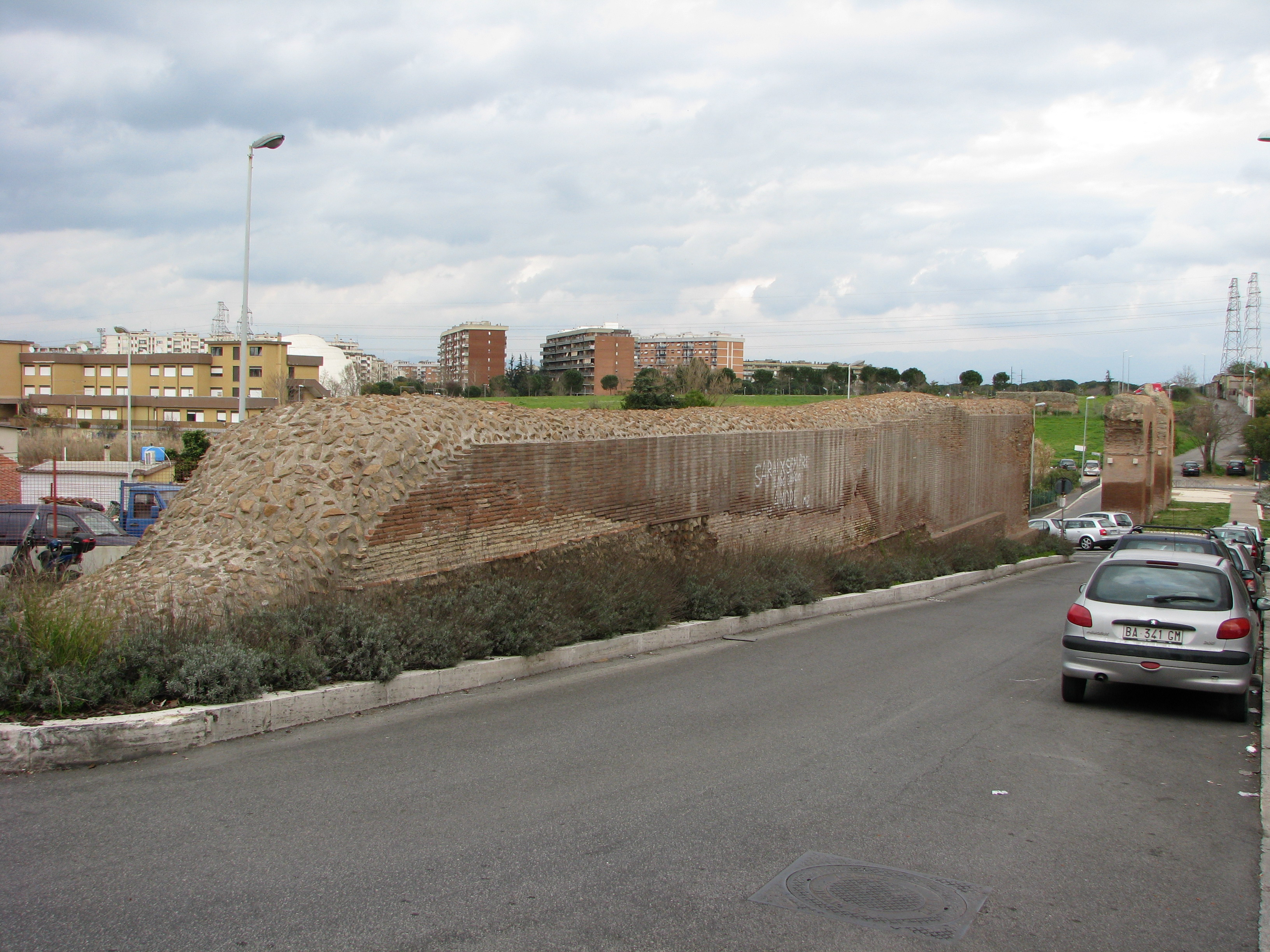
Låg del utan valvbågar.